# Herfsterebia
De herfsterebia (Erebia neoridas) is een vlinder uit de onderfamilie Satyrinae van de familie Nymphalidae, de vossen, parelmoervlinders en weerschijnvlinders.
De soort komt voor in het oosten van de Pyreneeën, bergachtige gebieden van zuidoost Frankrijk en het aansluitende deel van Italië. De vlinder heeft een voorvleugellengte van 19 tot 23 millimeter. De soort vliegt van juli tot september. De vlinder vliegt op hoogtes van 500 tot 1600 meter boven zeeniveau. De habitat bestaat uit grasland met struiken en open plekken in bossen.
De waardplanten van de herfsterebia komen uit de grassenfamilie. De soort overwintert als rups.